# Stevica Zdravković
Stevica Zdravković (serbisch-kyrillisch Стевица Здравковић; * 4. Januar 1994 in Leskovac) ist ein serbischer Fußballtorwart.

## Karriere
Zdravković begann seine Karriere beim FK Jagodina. Im August 2013 wurde er an den unterklassigen FK Trgovački verliehen. Ohne Einsatz für Jagodina wechselte er im Februar 2014 nach Bosnien und Herzegowina zum FK Radnik Bijeljina. Im März 2014 debütierte er für Bijeljina in der Premijer Liga, als er am 20. Spieltag der Saison 2013/14 gegen den FK Željezničar Sarajevo in der Startelf stand. Bis Saisonende kam er zu elf Einsätzen in der höchsten bosnischen Spielklasse. Zur Saison 2014/15 kehrte er nach Serbien zurück und wechselte zum Zweitligisten FK BSK Borča. In eineinhalb Jahren bei Borča kam er zu zwei Einsätzen in der Prva Liga.
Im Januar 2016 wechselte Zdravković nach Österreich zum viertklassigen Favoritner AC. In drei Jahren beim FavAC kam er zu 78 Einsätzen in der Wiener Stadtliga. Im Februar 2019 wechselte er zum Ligakonkurrenten SC Ostbahn XI. Für Ostbahn kam er zu zwölf Ligaeinsätzen, am Saisonende stieg er mit dem Verein allerdings aus der vierthöchsten Spielklasse ab. Daraufhin schloss er sich zur Saison 2019/20 dem Regionalligisten ATSV Stadl-Paura an. Für die Oberösterreicher kam er bis zur Winterpause zu 13 Einsätzen in der Regionalliga. Im Februar 2020 wechselte er zum niederösterreichischen Regionalligisten ASK-BSC Bruck/Leitha. Für Bruck/Leitha kam er allerdings nie zum Einsatz. Im Januar 2021 schloss er sich dem viertklassigen SC Zwettl an. Für Zwettl kam er allerdings aufgrund des COVID-bedingten Saisonabbruchs nie zum Einsatz.
Zur Saison 2021/22 wechselte er zum Regionalligisten FC Mauerwerk. Im Januar 2022 wechselte er ligaintern zum ASV Draßburg. Für die Burgenländer absolvierte er acht Partien in der Ostliga. Zur Saison 2022/23 kehrte er zum Favoritner AC in die Stadtliga zurück.